# Araneus albidus
Araneus albidus är en spindelart som först beskrevs av Ludwig Carl Christian Koch 1871.  Araneus albidus ingår i släktet Araneus och familjen hjulspindlar.
Artens utbredningsområde är Queensland. Inga underarter finns listade i Catalogue of Life.